# With Love (singel Hilary Duff)
With Love jest drugim singlem Hilary Duff z jej trzeciego studyjnego albumu Dignity (2007). Piosenkę napisały Hilary Duff, Vada Nobles i Kara DioGuardi. Utwór charakteryzują elementy muzyki tanecznej i electropop-u, co jest przeciwieństwem jej poprzednich piosenek. "With Love" jest miłosną balladą o związku, w którym jedna strona docenia pomoc i krytykę od innych.
Singiel wydany został 20 lutego 2007 roku, w jednej z amerykańskich rozgłośni radiowych. "With Love" otrzymał pozytywne komentarze od źródeł, takich jak Billboard i The New York Times. Znalazł się także w pierwszej 40 na Billboard Top 100, stając się najpopularniejszym singlem Hilary Duff. Piosenka była club-owym numerem jeden. Poza USA, "With Love" odniosło umiarkowany sukces. W Wielkiej Brytanii i Australii znalazło się w Top 40. Za piosenkę i teledysk, Hilary Duff zdobyła nagrody Teen Choice Award i MuchMusic Video Award. Piosenka i teledysk zostały wykorzystane do promocji zapachu wokalistki, With Love. Powstał remiks wykonany przez duet Play-n-Skillz, gdzie gościnnie wystąpił Slim Thug.

## Teledysk
Teledysk do "With Love" wyreżyserował Matthew Rolston. Zdjęcia wykonano w domu opery w San Francisco.
Premiera teledysku miała miejsce 8 lutego 2007 roku w programie MTV, Total Request Live. "With Love" zadebiutował na 8 miejscu listy TRL oraz zajął pierwsze miejsce na 8 kolejnych. "Wypadł" z listy TRL po 40 dniach. W Kanadzie teledysk osiągnął pierwsze miejsce w Top 30 telewizji MuchMusic. Dzięki "With Love", Hilary Duff otrzymała nagrodę People's Choice: Ulubiony Międzynarodowy Artysta na rozdaniu nagród MuchMusic Video Awards w 2007 roku.

## Rankingi
| "With Love"                         | Pozycja |
| ----------------------------------- | ------- |
| U.S. Billboard Hot Dance Club Play  | 1       |
| U.S. Billboard Hot Dance Airplay    | 1       |
| TRL                                 | 1       |
| Panama Top 20                       | 1       |
| Argentyna Top 100                   | 1       |
| Malezja Top 20                      | 2       |
| Singapur Top 20                     | 3       |
| Peru Top 100                        | 3       |
| World Chart Show                    | 5       |
| Kostaryka Top 40 Singles Chart      | 5       |
| Chile Top 20                        | 5       |
| Izrael Top 20                       | 5       |
| Tajwan Top 10                       | 6       |
| Hiszpania Top 20                    | 6       |
| Kanada Top 100                      | 6       |
| Chiny Top 10                        | 6       |
| Chorwacja Top 50                    | 7       |
| Włochy Singles Chart                | 8       |
| USA Hot Digital Tracks              | 9       |
| USA Hot Digital Songs               | 10      |
| Bułgaria Top 40                     | 10      |
| Rosja Top 100                       | 12      |
| RPA Top 40                          | 14      |
| U.S. Billboard Pop 100              | 17      |
| Australia ARIA Singles Chart        | 22      |
| Tokio Top 100                       | 22      |
| Czechy Top 65                       | 23      |
| U.S. Billboard Hot 100              | 24      |
| Meksyk Top 100                      | 25      |
| Irlandia Top 50                     | 26      |
| Nowa Zelandia Singles Chart (RIANZ) | 27      |
| Portugalia Top 50                   | 29      |
| Wielka Brytania Singles Chart       | 29      |
| Brazylia Hot 100                    | 36      |
| Europa Hot 100 Singles              | 46      |
| Dania Singles Chart                 | 91      |
| Niemcy Singles Top 100              | 91      |